# Frederik Rønnow
Frederik Rønnow, né le 4 août 1992 à Horsens au Danemark, est un footballeur international danois. Il évolue actuellement à Union Berlin au poste de gardien de but.

## Carrière en club

### Horsens
Rønnow commence sa carrière en tant que joueur de jeunesse au club Horsens Stensballe IK avant de rejoindre AC Horsens à l'âge de 16 ans. Il fait ses débuts en équipe première le 7 septembre 2011 lors d'un match de la Coupe du Danemark contre Holstebro, un match remporté par Horsens 5-0.
Étant déjà le gardien de but de choix de l'équipe nationale danoise des moins de 21 ans et ayant remporté le prix du Joueur de l'année de Horsens pour la saison 2012-2013, l'agent de Rønnow, l'ancien international danois John Sivebæk, exprime sa réticence à ce que son client joue en première division danoise à la suite de la relégation de Horsens de la Superliga danoise. En conséquence, le 5 juillet 2013, Rønnow rejoint le club de Superliga Esbjerg fB en prêt d'une saison à la suite du départ de Lukáš Hrádecký.

### Brøndby
En juillet 2015, Rønnow signe un contrat de quatre ans avec le Brøndby IF. Il dispute deux matchs de la Ligue Europa de l'UEFA au cours desquels Brøndby est éliminé par PAOK. En championnat, il joue 33 matchs alors que l'équipe termine à la quatrième place.
Lors de la saison 2016-2017, Rønnow dispute sept matchs lors des éliminatoires de la Ligue Europa, au cours desquels il est expulsé une fois, Brøndby étant éliminé par Panathinaikos. Il joue également trois fois dans le tournoi de la Coupe du Danemark et apparaît dans un total de 34 matchs en saison régulière ainsi qu'en phase de championnat.
Lors de sa dernière saison avec Brøndby, la saison 2017-2018, l'équipe termine deuxième en championnat et remporte la coupe en battant Silkeborg IF 3-1 sous la direction de l'entraîneur-chef Alexander Zorniger,.

### Eintracht Frankfurt
En avril 2018, il est annoncé que Rønnow rejoindrait Eintracht Frankfurt en juillet 2018, suivant une fois de plus les mouvements de Hrádecký. Il fait ses débuts lors de la Supercoupe d'Allemagne le 12 août 2018. Il est recruté pour être le gardien de but titulaire et joue dans les trois premiers matchs compétitifs de l'Eintracht. En raison de performances incertaines, l'Eintracht prête Kevin Trapp du Paris Saint-Germain peu avant la fin de la période des transferts estivaux, et Rønnow perd sa place de titulaire,. Au cours de sa première saison, il dispute un total de deux matchs en championnat et en Ligue Europa, dans laquelle Frankfurt atteint les demi-finales. Trapp signe un contrat permanent après la saison 2018-2019, mais est blessé et est écarté pendant une grande partie de la première moitié de la saison 2019-2020. Rønnow le remplacé dans les buts et réussit à convaincre par ses performances solides.

#### Prêt à Schalke 04
Le 30 septembre 2020, il rejoint Schalke 04 en prêt d'une durée d'un an. Rønnow remplace d'abord Ralf Fährmann en tant que gardien de but titulaire et disputé sept matchs de Bundesliga. Ensuite, il est victime d'une blessure ; les entraîneurs de Schalke, Manuel Baum, Huub Stevens, Christian Gross et Dimitrios Grammozis, font de nouveau appel aux services de Fährmann après sa guérison, ce qui signifie que Rønnow ne dispute que quatre autres matchs jusqu'à la fin de la saison après que Fährmann ait été écarté en raison d'une blessure. Avec Schalke, il subit une relégation en 2. Bundesliga à la fin de la saison, puis retourne à Francfort,.

### Union Berlin
Le 20 juillet 2021, Rønnow rejoint Union Berlin avec un contrat de trois ans, et commence initialement son séjour au club en tant que remplaçant du titulaire Andreas Luthe. Il fait ses débuts le 27 octobre lors d'un match de la DFB-Pokal contre Waldhof Mannheim, qui se solde par une victoire 3-1.

## En équipe nationale
Frederik Rønnow est régulièrement sélectionné avec les équipes de jeunes, des moins de 18 ans jusqu'aux espoirs.
Il reçoit sa première sélection en équipe du Danemark le 31 août 2016, en amical contre le Liechtenstein (victoire 5-0).
La même année, il joue deux matchs contre l'Arménie et le Kazakhstan, rentrant dans le cadre des éliminatoires du mondial 2018. Il dispute sa première compétition internationale lors de la Coupe du monde 2018.
En mai 2021, il est convoqué par Kasper Hjulmand, le sélectionneur de l'équipe nationale du Danemark, dans la liste des 26 joueurs danois retenus participer à l'Euro 2020,.
Le 14 novembre 2022, il est sélectionné par Kasper Hjulmand pour participer à la Coupe du monde 2022.
Le 30 mai 2024, Rønnow figure dans la liste des 26 joueurs danois retenus par Kasper Hjulmand pour participer à l'Euro 2024,.

## Statistiques
Le tableau ci-dessous retrace la carrière de Frederik Rønnow depuis ses débuts :

### En club
| Saison                | Club                  | Championnat           | Championnat | Championnat | Coupe(s) nationale(s) | Coupe(s) nationale(s) | Supercoupe | Supercoupe | Compétition(s) continentale(s) | Compétition(s) continentale(s) | Compétition(s) continentale(s) | Total | Total |
| Saison                | Club                  | Division              | M.          | B.          | M.                    | B.                    | M.         | B.         | Comp.                          | M.                             | B.                             | M.    | B.    |
| 2011-2012             | AC Horsens            | Superliga             | 11          | 0           | 6                     | 0                     | -          | -          | -                              | -                              | -                              | 17    | 0     |
| 2012-2013             | AC Horsens            | Superliga             | 33          | 0           | 5                     | 0                     | -          | -          | C3                             | 4                              | 0                              | 42    | 0     |
| 2014-2015             | AC Horsens            | 1. Division           | 12          | 0           | -                     | -                     | -          | -          | -                              | -                              | -                              | 12    | 0     |
| Sous-total            | Sous-total            | Sous-total            | 56          | 0           | 11                    | 0                     | 0          | 0          | -                              | 4                              | 0                              | 71    | 0     |
| 2013-2014             | Esbjerg fB (prêt)     | Superliga             | 18          | 0           | -                     | -                     | -          | -          | C3                             | 8                              | 0                              | 26    | 0     |
| Sous-total            | Sous-total            | Sous-total            | 18          | 0           | 0                     | 0                     | 0          | 0          | -                              | 8                              | 0                              | 26    | 0     |
| 2015-2016             | Brøndby IF            | Superliga             | 29          | 0           | 3                     | 0                     | -          | -          | C3                             | 2                              | 0                              | 34    | 0     |
| 2016-2017             | Brøndby IF            | Superliga             | 34          | 0           | 3                     | 0                     | -          | -          | C3                             | 7                              | 0                              | 44    | 0     |
| 2017-2018             | Brøndby IF            | Superliga             | 36          | 0           | 3                     | 0                     | -          | -          | C3                             | 3                              | 0                              | 42    | 0     |
| Sous-total            | Sous-total            | Sous-total            | 99          | 0           | 9                     | 0                     | 0          | 0          | -                              | 12                             | 0                              | 120   | 0     |
| 2018-2019             | Eintracht Francfort   | Bundesliga            | 2           | 0           | 2                     | 0                     | 1          | 0          | C3                             | 1                              | 0                              | 6     | 0     |
| 2019-2020             | Eintracht Francfort   | Bundesliga            | 9           | 0           | 1                     | 0                     | -          | -          | C3                             | 5                              | 0                              | 15    | 0     |
| Sous-total            | Sous-total            | Sous-total            | 11          | 0           | 3                     | 0                     | 1          | 0          | -                              | 6                              | 0                              | 21    | 0     |
| 2020-2021             | Schalke 04 (prêt)     | Bundesliga            | 11          | 0           | -                     | -                     | -          | -          | -                              | -                              | -                              | 11    | 0     |
| Sous-total            | Sous-total            | Sous-total            | 11          | 0           | 0                     | 0                     | 0          | 0          | -                              | 0                              | 0                              | 11    | 0     |
| 2021-2022             | Union Berlin          | Bundesliga            | 7           | 0           | 3                     | 0                     | -          | -          | C4                             | 3                              | 0                              | 13    | 0     |
| 2022-2023             | Union Berlin          | Bundesliga            | 29          | 0           | 2                     | 0                     | -          | -          | C3                             | 10                             | 0                              | 41    | 0     |
| 2023-2024             | Union Berlin          | Bundesliga            | 29          | 0           | 2                     | 0                     | -          | -          | C1                             | 6                              | 0                              | 37    | 0     |
| Sous-total            | Sous-total            | Sous-total            | 57          | 0           | 7                     | 0                     | 0          | 0          | -                              | 19                             | 0                              | 83    | 0     |
| Total sur la carrière | Total sur la carrière | Total sur la carrière | 251         | 0           | 30                    | 0                     | 0          | 0          | -                              | 52                             | 0                              | 333   | 0     |

## Palmarès
Brondby IF
- Championnat du Danemark :
  - Vice-champion : 2017

- Coupe du Danemark :
  - Finaliste : 2017
  - Vainqueur : 2018